# Autarchoglossa
De Autarchoglossa zijn een clade (evolutionaire groepering) van squamaten die skinks, anguimorfen, slangen en verwanten omvat. Autarchoglossa wordt ondersteund als een monofyletische groep (dat wil zeggen een geldige clade) door morfologische kenmerken in levende en uitgestorven hagedissen en slangen. Sommige fylogenetische analyses op basis van moleculaire kenmerken zoals DNA-sequenties in levende squamaten ondersteunen Autarchoglossa niet.
Het recente voorstel van de Toxicofera-clade plaatst Iguania binnen Autarchoglossa, wat niet wordt ondersteund door morfologische analyses. Het plaatsen van Iguania binnen Autarchoglossa kan tot verwarring leiden, aangezien Autarchoglossa 'vrije tong' betekent en leguanen dit kenmerk niet bezitten. Om dit te omzeilen, is voorgesteld om Autarchoglossa te hernoemen naar Unidentata ("die uitgerust zijn met een enkele (ei)tand", een kenmerk dat beide groepen delen) en opnieuw te definiëren om de Iguania op te nemen.
De groep werd in 1830 benoemd door Johann Georg Wagler.
In 2008 werd door Jack Lee Conrad een klade Autarchoglossa gedefinieerd als de groep bestaande uit de laatste gemeenschappelijke voorouder van Lacerta viridis, Scincus scincus en Anguis fragilis; en al diens afstammelingen.
De volgende families zijn geclassificeerd binnen Autarchoglossa (exclusief Iguania):
- Anguidae Gray, 1825
- Anniellidae Nopcsa, 1928
- Cordylidae Mertens, 1937
- Gerrhosauridae Fitzinger, 1843
- Gymnophthalmidae Merrem, 1820
- Helodermatidae Gray, 1837
- Lacertidae Gray, 1825
- Lanthanotidae Steindachner, 1877
- Scincidae Gray, 1825
- Teiidae Gray, 1827
- Varanidae Hardwicke & Gray, 1827
- Xantusiidae Baird, 1858
- Xenosauridae Cope, 1866